# 5572 Bliskunov
5572 Bliskunov è un asteroide della fascia principale del diametro medio di circa 20,2 km. Scoperto nel 1978, presenta un'orbita caratterizzata da un semiasse maggiore pari a 3,1269891 UA e da un'eccentricità di 0,1574390, inclinata di 8,97101° rispetto all'eclittica.